# Vysočany (district de Bánovce nad Bebravou)
Pour les articles homonymes, voir Vysočany.
Vysočany est un village du district de Bánovce nad Bebravou, dans la région de Trenčín, en Slovaquie.

## Histoire
La première mention écrite du village date de 1295.

## Démographie

### Évolution de la population
| Année:               | 1994. | 2004.    | 2014.   | 2024.   |
| -------------------- | ----- | -------- | ------- | ------- |
| Nombre de personnes: | 155   | 129      | 120     | 118     |
| Différence:          |       | -16,77 % | -6,97 % | -1,66 % |

| Année:               | 2023. | 2024.   |
| -------------------- | ----- | ------- |
| Nombre de personnes: | 116   | 118     |
| Différence:          |       | +1,72 % |